# Ardeschir Zahedi

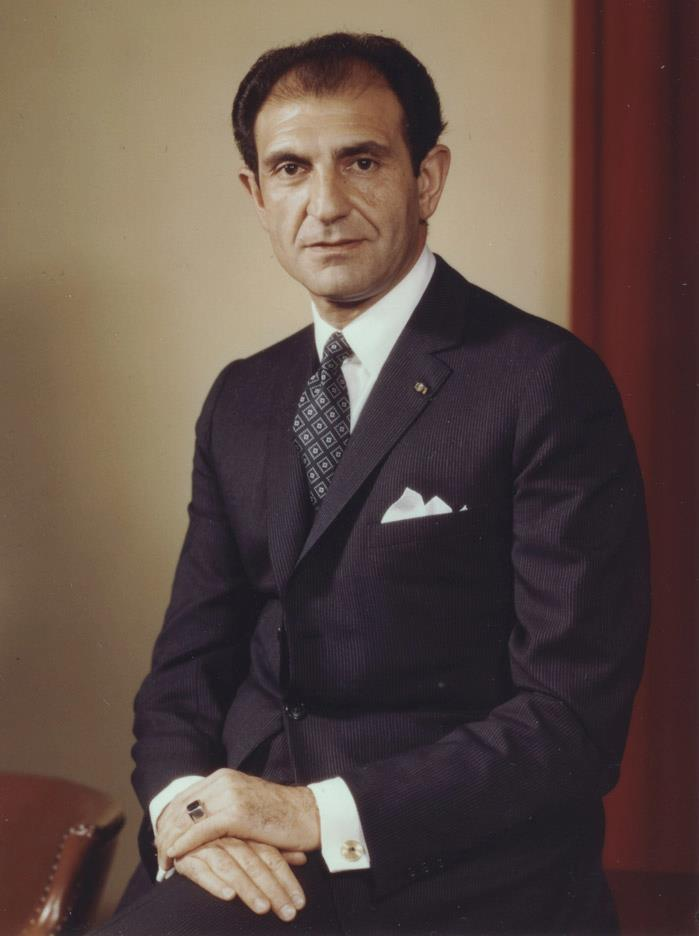
Ardeschir Zahedi (1968)

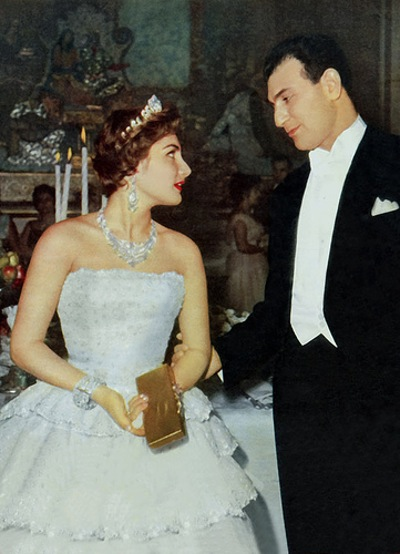
Ardeschir Zahedi (rechts) mit Schahnaz Pahlavi

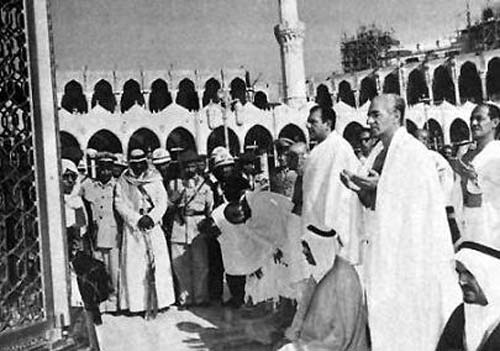
Ardeschir Zahedi und Schah Mohammad Reza Pahlavi beim Haddsch in Mekka

Ardeschir Sahedi (persisch اردشیر زاهدی, DMG Ardešir Zāhedi; * 16. Oktober 1928 in Teheran, Iran; † 18. November 2021 in Montreux, Schweiz) war ein iranischer Diplomat während der 1960er und 1970er Jahre. Zahedi war Mitglied der Partei Rastachiz.

## Junge Jahre
Ardeschir Zahedi wurde 1928 als Sohn des Generals und Ministerpräsidenten Fazlollah Zahedi geboren. Ardeschir Zahedi erhielt einen Doktorgrad in Landwirtschaft 1950 an der Staatsuniversität Utah, wo er ein Mitglied von Kappa Sigma war. Sieben Jahre später heiratete er die Tochter des Schahs von Persien, Prinzessin Schahnaz Pahlavi; die Ehe endete 1964 mit einer Scheidung. Das Paar hatte eine Tochter, Prinzessin Zahra Mahnaz auch Schahanez (* 2. Dezember 1958).

## Politische Karriere
Zahedi diente vom 16. März 1960 bis zum 3. März 1962 als Botschafter Irans in den Vereinigten Staaten, und von 1962 bis 1966 als Botschafter im Vereinigten Königreich. Unter Ministerpräsident Amir Abbas Hoveida war er vom 3. März 1966 bis 1971 Außenminister Irans.
Zahedi wurde am 7. März 1973 erneut Botschafter in den Vereinigten Staaten und diente dort bis zur Islamischen Revolution im Januar 1979. Mitte der 1970er Jahre war Zahedi Gefährte des Filmstars Elizabeth Taylor, wobei die beiden als „das heißeste Paar“ in Washington, D.C. bekannt waren. Während der Hanafiten-Unruhen 1977 schritt Zahedi bei einer Geiselnahme eines Bundeshauses in Washington zusammen mit zwei anderen Botschaftern moslemischer Nationen als Vermittler ein, brachte die Geiselnehmer zur Aufgabe und zur Freilassung von 149 Geiseln.
1978 drängte Zahedi den Schah dazu, die islamistischen Aufständischen im Iran dadurch zu beschwichtigen, dass mehrere hochrangige Offizielle wie der Ministerpräsident Hoveida und SAVAK-Direktor Nematollah Nassiri verantwortlich für die gegenwärtige Lage im Iran gemacht werden sollten. Als der Schah 1979 Iran verließ, diente Zahedi weiterhin als Botschafter in Washington, trat jedoch zurück, als Ruhollah Chomeini die Macht im Iran übernahm. Zahedi unterstützte den kranken Schah und seine Familie, politisches Asyl in Panama, Mexiko, Marokko und schließlich in Ägypten zu erlangen. Er war am Sterbebett des Schahs und nahm an seiner Beerdigung 1980 in Kairo teil.

## Späte Jahre
Zahedi war nun im Ruhestand und lebte im Schweizer Ort Montreux. Er erhielt Ehrendoktorwürden für Rechts- und Geisteswissenschaften von der Staatsuniversität Utah, von der Osttexanischen Staatsuniversität, der Staatsuniversität Kent, der Sankt-Louis-Universität, der Universität Texas, der Staatsuniversität Montana, dem Washington-Kollegium, dem Westminster-Kollegium, der Harvard-Universität, der Chung-Ang University von Seoul und dem College of Political and Social Science of Lima in Peru. Im Dezember 1976 wurde Zahedi bei einer Zeremonie in Washington mit dem Kappa Sigma Fraternity ‘Man of the Year’ Award ausgezeichnet. 2002 wurde er in die Alumni-Ehrenhalle des Utah State University College of Agriculture aufgenommen.
In einem Interview im Mai 2006 drückte Zahedi seine Unterstützung für das Iranische Nuklearprogramm aus, da er es als „unveräußerliches Recht des Iran“ unter dem Atomwaffensperrvertrag (NVV) betrachtet. Er erklärte Voice of America, dass die USA den Beginn des 50 Milliarden Euro teuren Nuklearprogramms in den 1970er Jahren angenommen hätten. Zwei Dokumente im Besonderen, vom 22. April 1975 und 20. April 1976, würden zeigen, dass die Vereinigten Staaten und das Kaiserreich Persien Verhandlungen über ein Nuklearprogramm abhielten, und dass die USA gewillt waren, Persien bei der Errichtung von Anlagen zur Urananreicherung und Brennstoffwiederaufbereitung zu helfen.

## Werke
- Ardeschir Zahedi (اردشیر زاهدی), The Memoirs of Ardeshir Zahedi: Volume One [Persian Language] (Khaterat-e Ardeshir Zahedi -خاطرات اردشیر زاهدی), (ِIbex Publishers). ISBN 978-1-58814-038-8.
- Ardeschir Zahedi (اردشیر زاهدی), The Memoirs of Ardeshir Zahedi: Volume Two [Persian Language] (Khaterat-e Ardeshir Zahedi -خاطرات اردشیر زاهدی), (ِIbex Publishers). ISBN 978-1-58814-065-4.
- Ardeschir Zahedi, The Memoirs of Ardeshir Zahedi: Volume One [Englisch], (ِIbex Publishers). ISBN 978-1-58814-073-9.

## Bibliografie
- 'Alí Rizā Awsatí (عليرضا اوسطى), Iran in the past three centuries (Irān dar Se Qarn-e Goz̲ashteh - ايران در سه قرن گذشته), Volumes 1 and 2 (Paktāb Publishing - انتشارات پاکتاب, Tehran, Iran, 2003). ISBN 964-93406-6-1 (Vol. 1), ISBN 964-93406-5-3 (Vol. 2).
- Fereydoun Hoveyda, The Fall of the Shah, translated by Roger Liddell (Wyndham Books, New York, 1980). ISBN 0-671-61003-1, ISBN 978-0-671-61003-6.
- The 38 Hours: Trial by Terror. Time-Magazin, 21. März 1977, abgerufen am 22. Dezember 2017.